# Aḩmad Sar Gūrāb
Aḩmad Sar Gūrāb (persiska: احمد سر گوراب, Mīrserā, Aḩmad Sarā) är en ort i Iran.   Den ligger i provinsen Gilan, i den nordvästra delen av landet, 240 km nordväst om huvudstaden Teheran. Aḩmad Sar Gūrāb ligger 40 meter över havet och antalet invånare är 549.
Terrängen runt Aḩmad Sar Gūrāb är platt åt nordost, men åt sydväst är den kuperad.Runt Aḩmad Sar Gūrāb är det ganska tätbefolkat, med 111 invånare per kvadratkilometer. Närmaste större samhälle är Fūman, 11,4 km norr om Aḩmad Sar Gūrāb. I omgivningarna runt Aḩmad Sar Gūrāb växer i huvudsak blandskog.